# 田島駅
田島駅（たじまえき）は、栃木県佐野市田島町にある東武鉄道佐野線の駅。駅番号はTI 32。

## 歴史
- 1914年（大正3年）8月2日 - 開業[2][1]。
- 1974年（昭和49年）8月17日 - 駅無人化[3][4]（簡易委託開始）。
- 2009年（平成21年） - 駅舎を改築。
- 時期不明 - 簡易委託解除。

## 駅構造
島式ホーム1面2線を有する地上駅である。なお側線もあるものの本線から外され使用されていない。

駅舎は線路の西側に立地し、ホームおよび線路の東側とは地下道により連絡している。駅舎は木造のものが長らく使用されていたが、ホームへ行くには駅舎を経由することなく直接地下道にアプローチする形態となっていたため、乗客の動線から外れていた。2009年（平成21年）に新しい簡易駅舎が地下道横に建設され、旧駅舎は解体された。PASMO対応簡易改札機が設置されている。現在は無人駅であるが、かつては駅前の食堂で、簡易駅舎供用開始後暫くは窓口で乗車券が発売されていた。

### のりば
| 番線 | 路線   | 方向 | 行先     |
| ---- | ------ | ---- | -------- |
| 1    | 佐野線 | 下り | 葛生方面 |
| 2    | 佐野線 | 上り | 館林方面 |

## 利用状況
2024年度の1日平均乗降人員は107人である。佐野線の駅では最も乗降人員が少ない。
近年の1日平均乗降人員の推移は下表のとおりである｡
近年の1日平均乗降人員の推移は下表の通りである｡
| 年度               | 1日平均 乗降人員 | 出典       |
| ------------------ | ---------------- | ---------- |
| 2001年（平成13年） | 148              |            |
| 2002年（平成14年） | 127              |            |
| 2003年（平成15年） | 129              |            |
| 2004年（平成16年） | 116              |            |
| 2005年（平成17年） | 102              |            |
| 2006年（平成18年） | 110              |            |
| 2007年（平成19年） | 107              |            |
| 2008年（平成20年） | 113              |            |
| 2009年（平成21年） | 118              |            |
| 2010年（平成22年） | 137              |            |
| 2011年（平成23年） | 118              |            |
| 2012年（平成24年） | 129              |            |
| 2013年（平成25年） | 116              |            |
| 2014年（平成26年） | 128              |            |
| 2015年（平成27年） | 131              |            |
| 2016年（平成28年） | 125              |            |
| 2017年（平成29年） | 131              |            |
| 2018年（平成30年） | 139              |            |
| 2019年（令和元年） | 132              |            |
| 2020年（令和02年） | 88               |            |
| 2021年（令和03年） | 103              | [ 東武 2 ] |
| 2022年（令和04年） | 108              | [ 東武 3 ] |
| 2023年（令和05年） | 107              | [ 東武 4 ] |
| 2024年（令和06年） | 107              | [ 東武 1 ] |

## 駅周辺
- 栃木県道7号佐野行田線 - 駅のすぐ前を通る。
- 国道50号佐野バイパス
- 秋山川浄化センター
- 佐野地区衛生施設組合 佐野地区衛生センター
- 佐野市羽田工業団地
- 早川食品 - 佐野名水ミツハソースの醸造元。
- 秋山川
- 椿田城址
- 雲龍寺

## 隣の駅
東武鉄道
 佐野線
渡瀬駅 (TI 31) - 田島駅 (TI 32) - 佐野市駅 (TI 33)